# 1940年代の建築
1940年代の建築についての概要である。

## 主要作品

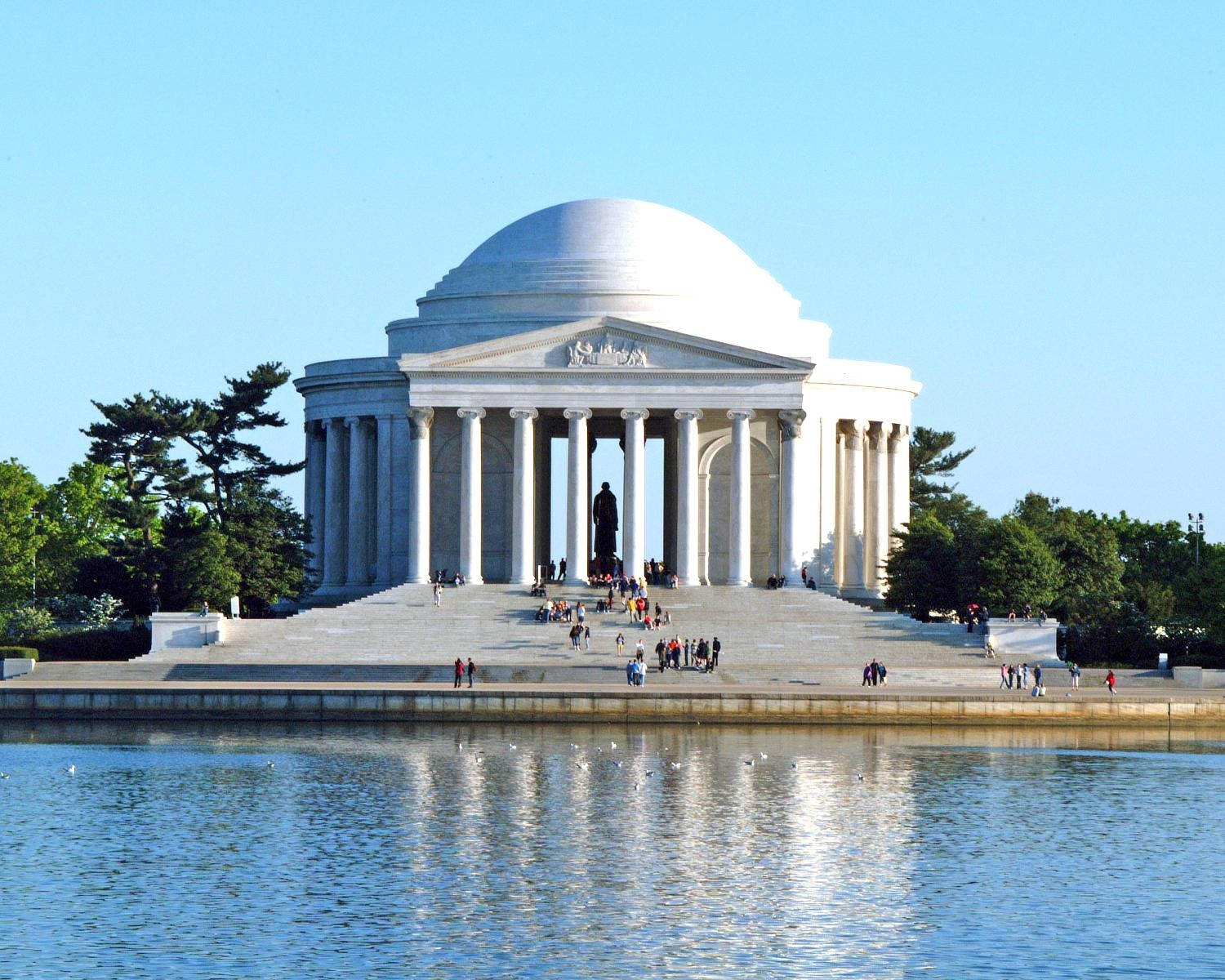
ジェファーソン記念館
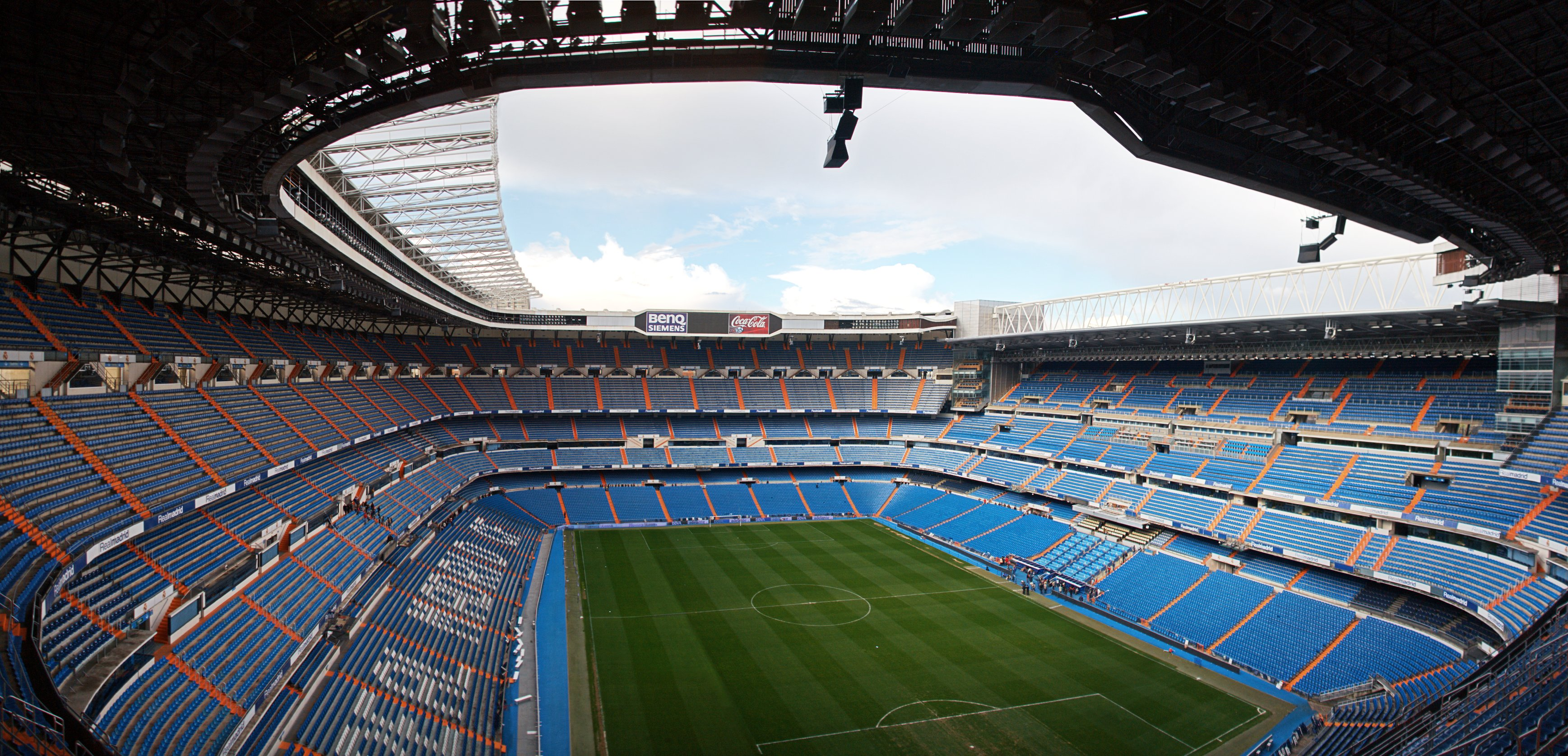
エスタディオ・サンティアゴ・ベルナベウ
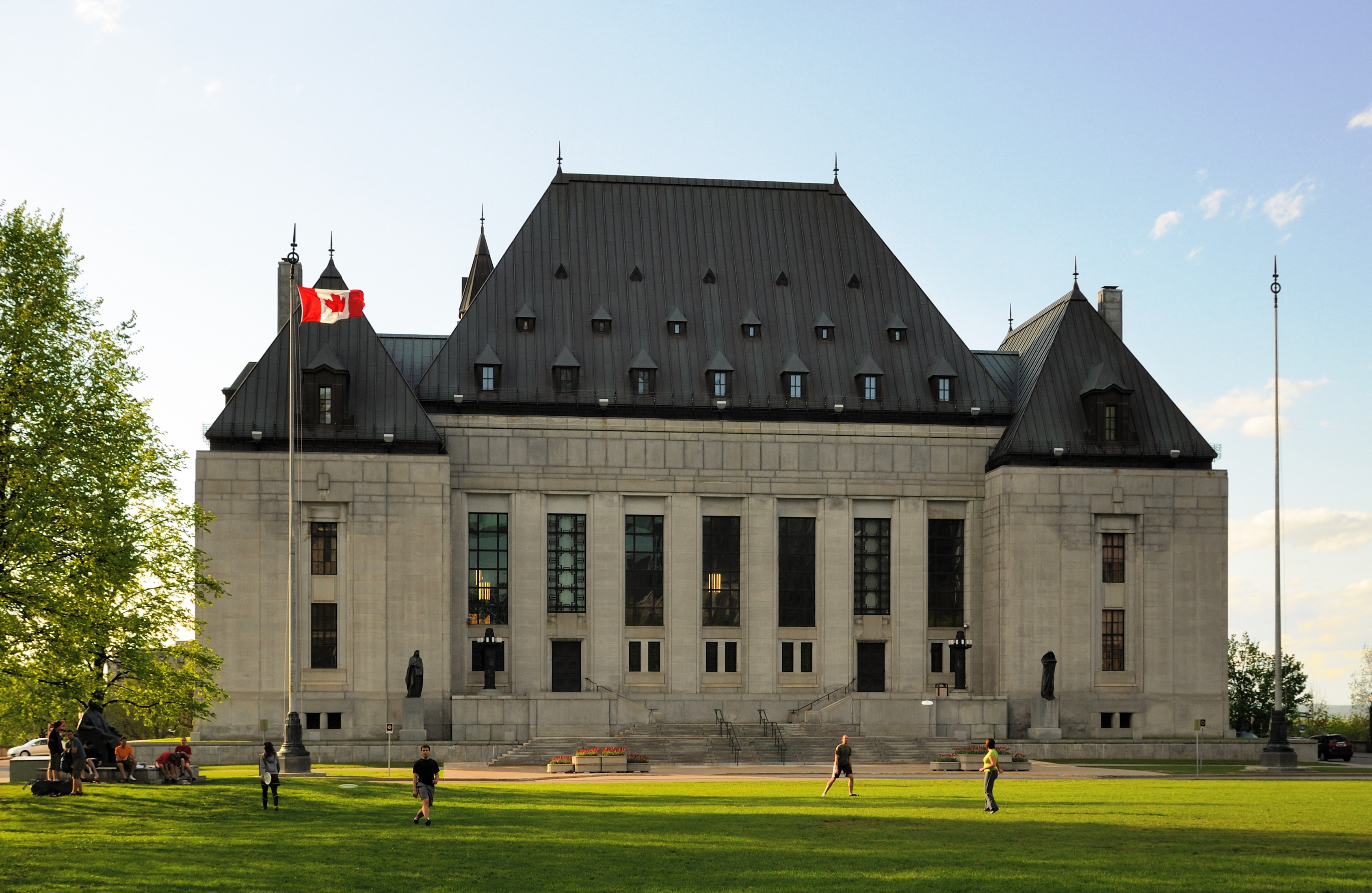
カナダ最高裁判所
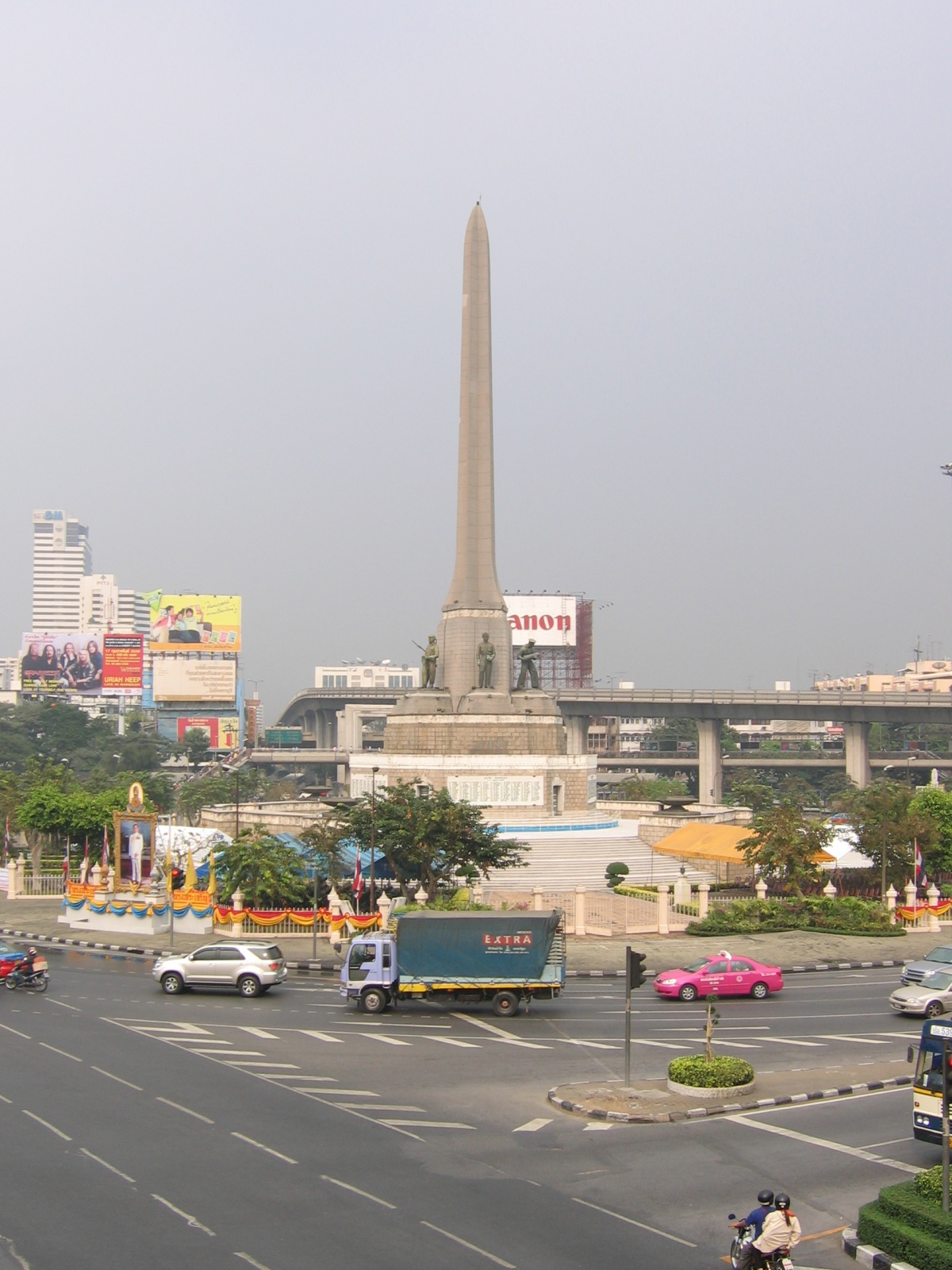
バンコク戦勝記念塔

単独記事あり
- 横須賀駅舎（1940年）
- 八紘之基柱（1940年）
- 近江神宮（1940年）
- カザンスキー駅（1940年）
- 勝鬨橋（1940年）
- カナダ最高裁判所（1940年）
- 三成聖者大聖堂 (ティミショアラ)（1940年）
- ストーリー・ブリッジ（1940年）
- 聖マルコ聖堂 (ベオグラード)（1940年）
- 東郷寺（1940年）
- ピアチェンティーニ・タワー（1940年）
- フランソア喫茶室（1940年）
- ペンタゴン（1940年）
- 橿原神宮駅駅舎（現・橿原神宮前駅） (1940年, 村野藤吾)
- ソビエト宮殿 (1941年、ボリス・イオファン) の建設は進まず途中で中止）
- 安藤家住宅 (三鷹市)（1941年）
- オーフス市庁舎（1941年）
- 旧木下家住宅（1941年）
- シュタディオーン・ポド・ドゥベニョム（1941年）
- 戦勝記念塔 (バンコク)（1941年）
- 智頭消防団本町分団屯所（1941年）
- 俳聖殿（伊東忠太、1942年）
- アラッハ強制収容所（1943年）
- 旧中国配電南部変電所（1943年）
- ジェファーソン記念館（1943年）
- 志免鉱業所竪坑櫓（1943年）
- セントラル・ド・ブラジル駅（1943年）
- 日輪舎（1943年）
- モントリオール中央駅（1943年）
- クニア地域シギント工作センター（1944年）
- 総統地下壕（1944年）
- バングスボー要塞（1944年）
- ヴォロネジI駅（1945年）
- 奥多摩駅舎（旧氷川駅、1944年）
- 小田原市郷土文化館小田原職業紹介所/市立図書館（1945年）
- 石田惣喜知邸ガラス工芸館（1945年）
- 秋田競馬場（1948年）
- 安乗埼灯台（1948年）
- 人世坐（1948年）
- 如己堂（1948年）
- ゆすはら座（1948年）
- 晩翠草堂 土井晩翠邸宅（旧居跡）（1948年）
- 大阪スタヂアム (1949年, 坂倉準三)
- モスクワ大学諸施設（1948年から1953年、レフ・ルードネフ  Nasonov VとChernyshov、P. AbrosimovとエンジニアA. Khryakov スターリン賞1949年受賞)

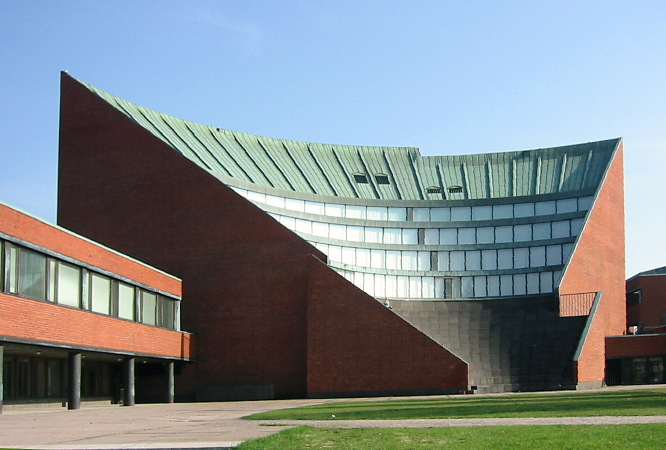
ヘルシンキ工科大学（現アールト大学）
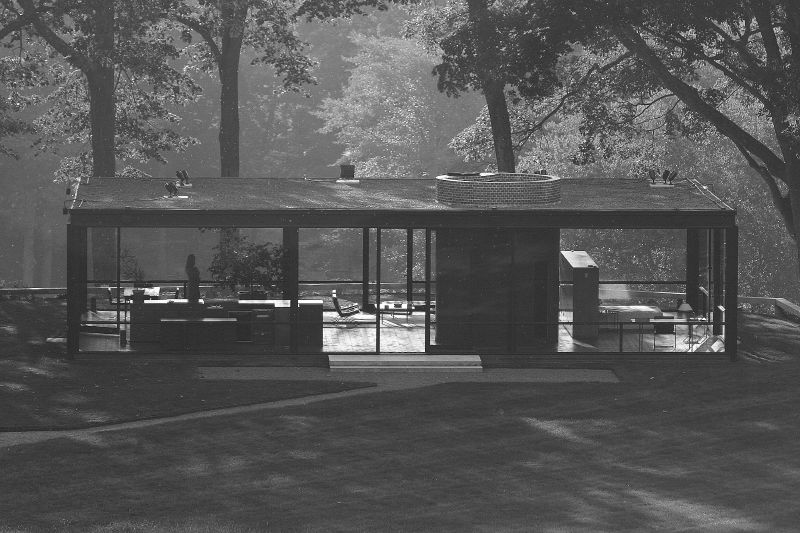
フィリップ・ジョンソン自邸・ガラスの家
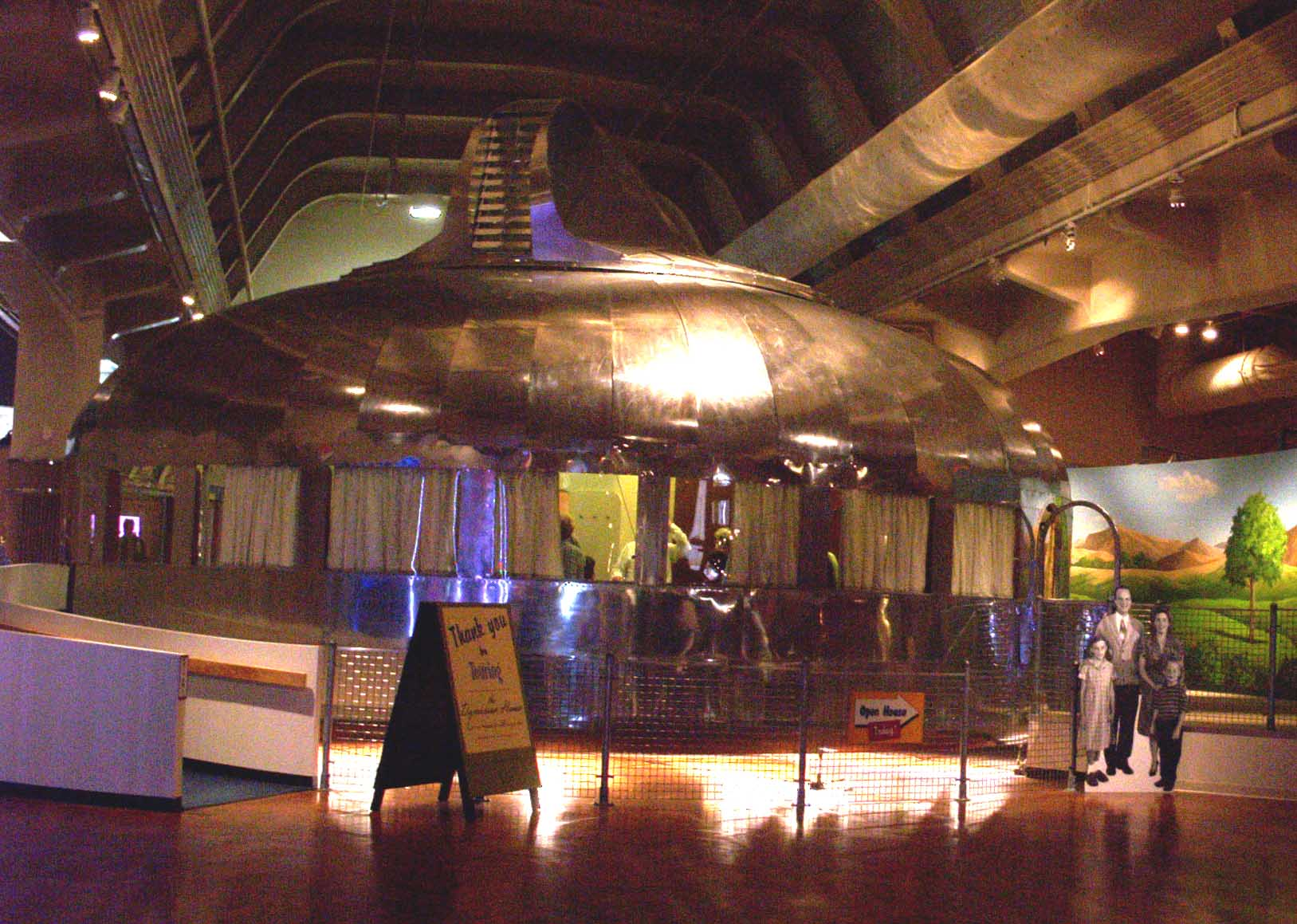
ダイマクション・ハウス

その他
- 東大工学部6号館 (1940年、内田祥三）
- 公衆衛生院 (現港区立郷土資料館等複合施設「ゆかしの杜」、1940年、内田祥三）
- 山口文象自邸 (1940年、山口文象）
- 惜櫟荘岩波茂雄別邸（1940年、吉田五十八)
- 旧馬場氏熱海別邸 (1940年、吉田鉄郎)
- 大和中宮寺厨子 (1940年、大江宏)
- 中山半邸 (1940年, 村野藤吾)
- 中橋武一邸 (1940年, 村野藤吾)
- 同済大学一・二九大楼礼拝堂（旧上海日本中学校、1940年、石本喜久治）
- 八幡商業学校本館[八幡商業高等高校本館、Ｗ・Ｍ・ヴォーリズ、1940年）
- 光華殿（江戸東京たてもの園、1940年）
- 日本カトリック教団カトリック大津教会（1940年）
- ニッカウヰスキー余市蒸留所 第一乾燥塔（1940年、国登録有形文化財）
- ニッカウヰスキー余市蒸留所 第二乾燥塔（1940年、国登録有形文化財）
- ニッカウヰスキー余市蒸留所 事務所棟（1942年、国登録有形文化財）
- 札幌市石山郵便局（ぽすとかん、1940年）
- 北部軍司令官官邸（つきさっぷ郷土資料館、1940年）
- 熊川町役場・若狭鯖街道熊川宿資料館（1940年）
- マッケンジー邸（W・M・ヴォーリズ、1940年、国登録有形文化財）
- 山陰合同銀行 横田支店（本町会館、1940年）
- 岸記念体育会館（1941年、前川國男・丹下健三)
- 東大農学部3号館（1941年、内田祥三）
- 中山荘（1941年、白井晟一）
- 関根邸（1941年、白井晟一）
- 嶋中山荘（1941年、白井晟一）
- 清沢山荘（1941年、白井晟一）
- 林芙美子邸 (1941年、山口文象）
- 飯箸邸 (1941年、坂倉準三, 移築, DOCOMOMO, 現・ドメイヌ・ドゥ・ミクニ)
- 西郷邸 (1941年、 堀口捨己)
- 大洋捕鯨株式会社本社 (1941年、松田軍平)
- ブリヂストンタイヤ本社 (1941年、松田軍平)
- 近江屋ホテル (1941年、松田軍平)
- 中林仁一郎邸 (1941年、村野藤吾)
- 八幡製鉄所ロール加工工場 (1941年、村野藤吾)
- 航空記念碑 (1941年、今井兼次)
- 響橋 (1941年、今井兼次)
- 奥野医院谷尾美術館（竣工年：1941年）
- 岩波熱海別邸惜櫟荘（吉田五十八、1941年）
- 郡上紡績小野工場（ブルワリーレストラン愛水舎、1941年）
- 東北帝国大学金属材料研究所本多記念館（1941年）
- 水沢市公民館（現後藤伯記念公民館、清水組、1941年）
- 同志社女子大学新島先生遺品庫（Ｗ・Ｍ・ヴォーリズ、1942年）
- サン・フランシスコ礼拝堂（1942年-43年）オスカー・ニーマイヤー)
- カノアスの住宅 （自邸）1942年 オスカー・ニーマイヤー)
- イリノイ工科大学鉱物金属研究棟 (1943年、ルートヴィヒ・ミース・ファン・デル・ローエ)
- 前川自邸 (1942年、前川國男)
- 宇部窒素工業事務所（現・宇部興産宇部ケミカル工場事務所 (1942年、村野藤吾)
- 村野自邸 (1942年、村野藤吾)
- ブラジル旧教育保健省庁舍（リオデジャネイロ）1943年、オスカー・ニーマイヤー)
- 海軍将校倶楽部 (1943年, 村野藤吾)
- 片倉懐古館（諏訪市美術館、1943年）
- 西押立国民学校 校舎（湖東歴史民俗資料館、木村太兵衛、1943年、国登録有形文化財）
- 西押立国民学校 講堂（湖東歴史民俗資料館、木村太兵衛、1943年、国登録有形文化財）

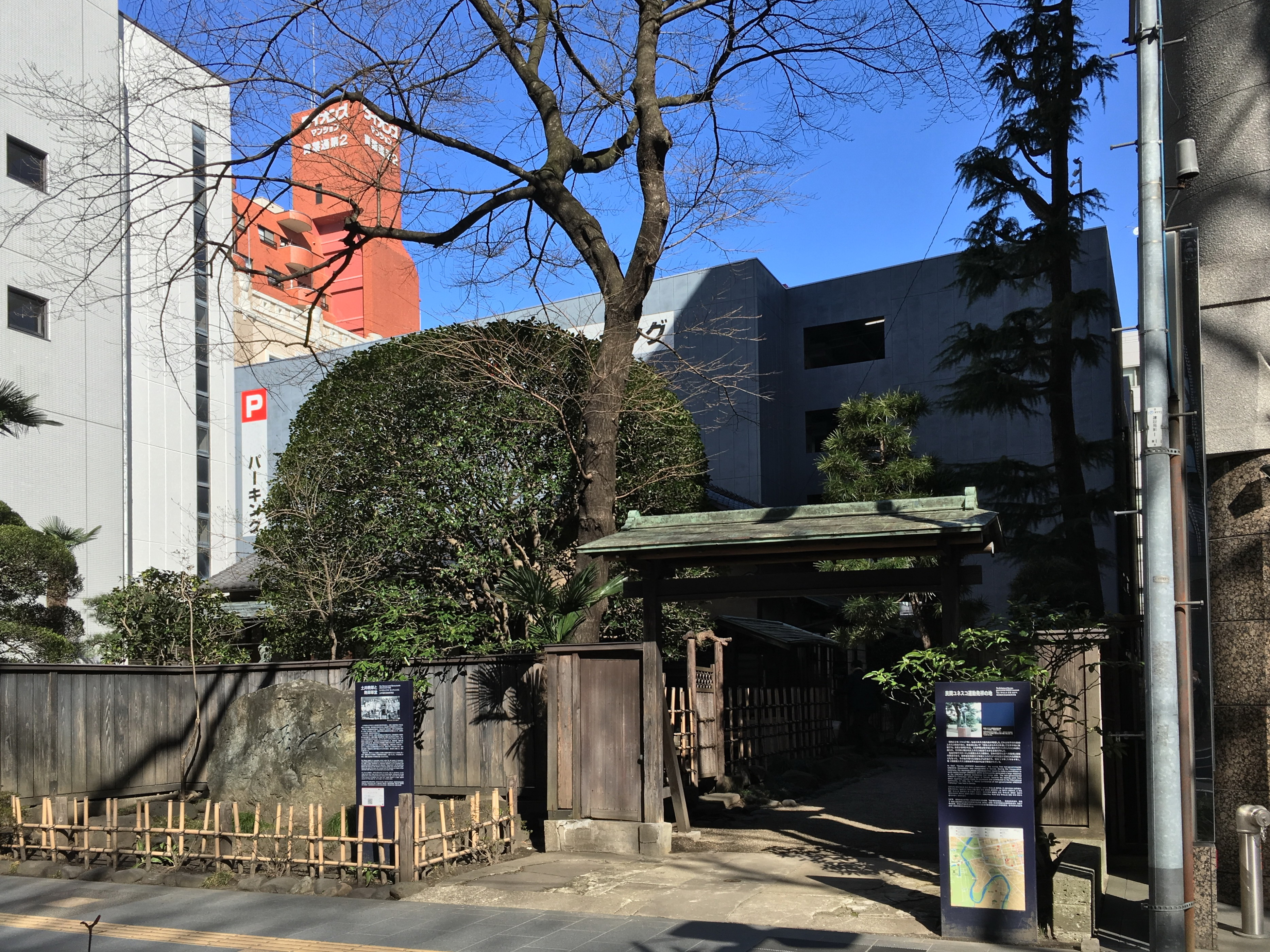
晩翠草堂
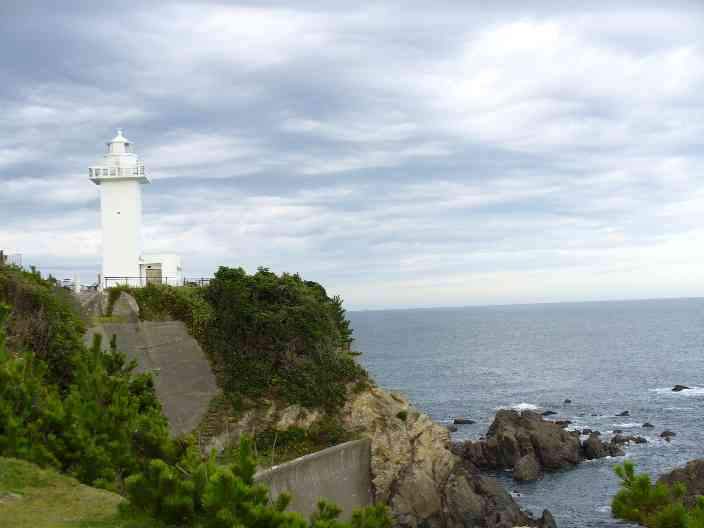
安乗埼灯台
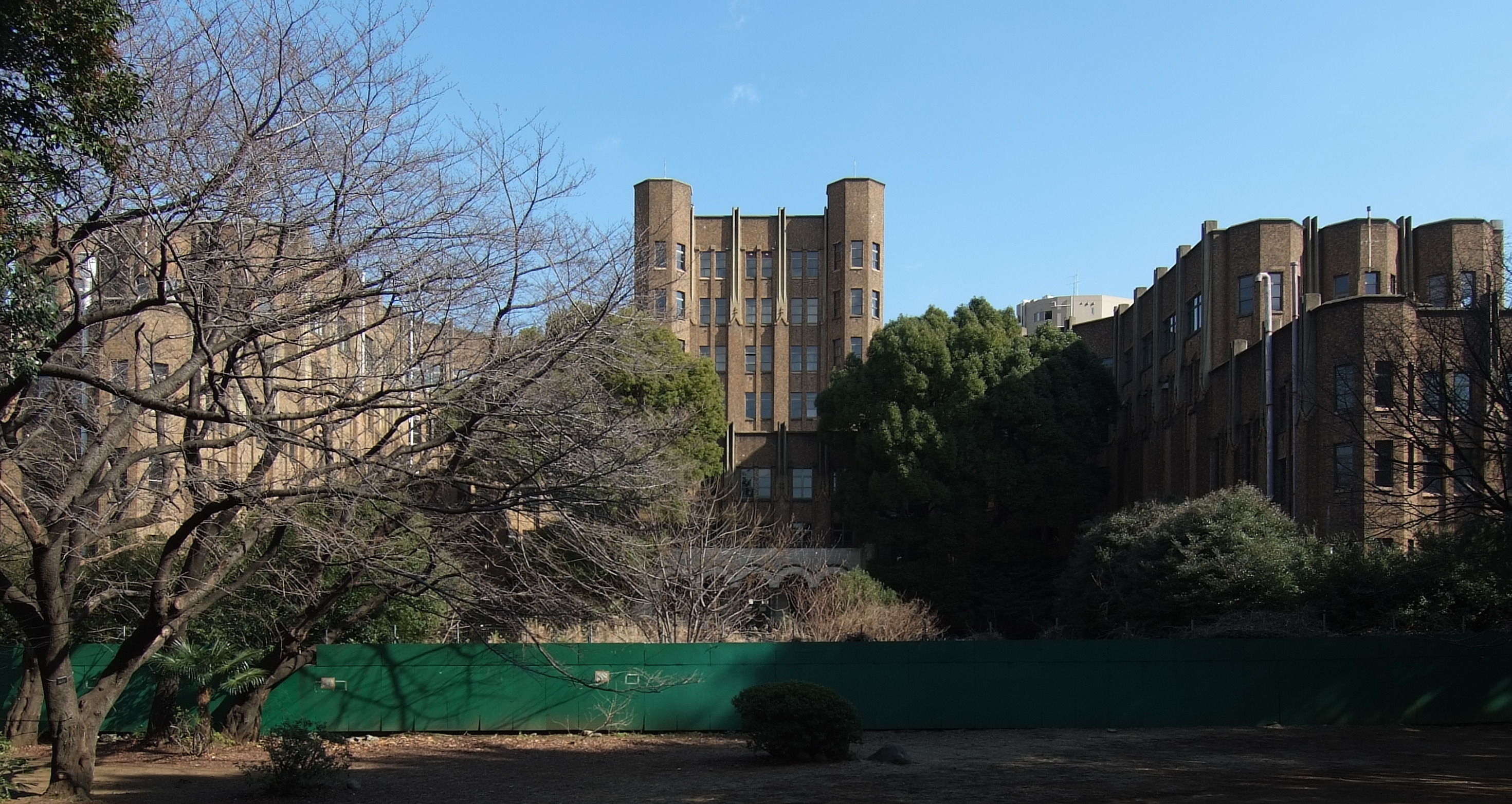
公衆衛生院 (1940)
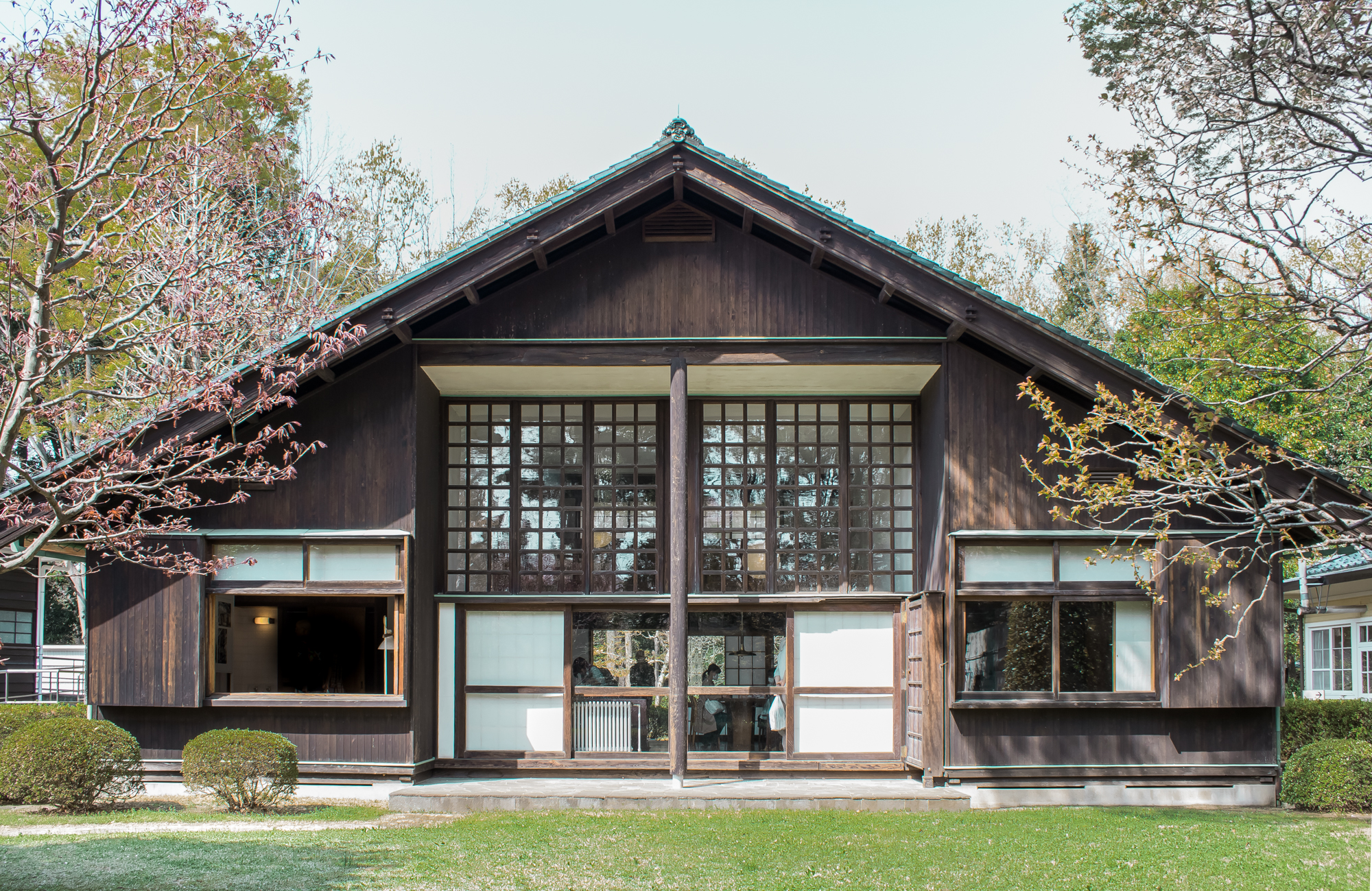
前川國男自邸（江戸東京たてもの園に移築

- 新井旅館（静岡県、1908年から1944年、国登録有形文化財）
- ダイマクション・ハウス「ウィチタハウス」(1944年制作実験、バックミンスター・フラー)
- 料亭浮月 (1944年、吉田五十八)
- 吉田自邸 （1944年、吉田五十八)
- 国防電話局（東京中央電話局麹町分局）(1944年、山田守)
- 岩国徴古館 (1945年、佐藤武夫)
- イリノイ工科大学工学研究棟 (1945年, ルートヴィヒ・ミース・ファン・デル・ローエ)
- 清水高等学校商船学校（1945年
- 引揚孤児ホーム/1946年、中村登一,遠藤雄二
- 通信省資材局印刷工場/1946年、通信省
- 銀座風月堂/1946年、村田政真
- イリノイ工科大学同窓会館 (1946年, ルートヴィヒ・ミース・ファン・デル・ローエ)
- イリノイ工科大学ウィシュニック・ホール (1946年, ルートヴィヒ・ミース・ファン・デル・ローエ)
- イリノイ工科大学ペルスタイン・ホール (1946年, ルートヴィヒ・ミース・ファン・デル・ローエ)
- ボア・ビスタ銀行(1946年、オスカー・ニーマイヤー)
- 岩波茂雄墓 (1946年、堀口捨己)
- そごう難波店 (1946年、村野藤吾)
- 牧野山の家 (1946年、村野藤吾)
- 富山第一銀行本店（1946年）
- 池田屋安衛兵商店（富山市、1946年）
- 豊橋松竹映画劇場（1946年）
- ハーフェズィー・スタジアム（1946年）
- フラミンゴ・ラスベガス（1946年）
- 上松発電所（1947年）
- エスタディオ・サンティアゴ・ベルナベウ（1947年）
- イニョニュ・スタジアム（1947年）
- ナヴォイ劇場（1947年）
- 和歌山中央郵便局（1947年）
- ヴァルクハウス製材工場（1947年、アルヴァ・アールト）
- 藤村記念堂 (1947年、谷口吉郎)
- 食品市場そごう阿倍野店 (1947年、村野藤吾)
- 紀伊国屋書店/1947年、前川国男
- SILK FAIR/1947年、
- 赤十字子供の家/1947年、匠事務所
- 高輪アパート/1948年、東京都建築局
- 慶大付属病院/1948年、前川国男
- 芝児童館/1948年、河野通祐
- MIT 寄宿舎/1948年、A.アアルト
- モリス商会(カリフォルニア)/1948年、F.L. ライト
- 羽後病院（1948年、白井晟一）
- 梼原公民館ゆすはら座（1948年）
- 日本福音ルーテル博多教会（Ｗ・Ｍ・ヴォーリズ、1948年）
- トロピカルハウス（ジャン･プルーヴェ　1948年）
- 戸山ヶ原都営アパート/1949年、建設省
- 戸山ハイツ/1949年、建設省
- 慶大4号館学生ホール/1949年、谷口吉郎
- 新日本文学会館/1949年、NAU
- 秋の宮村役場/1949年、白井晨一
- ジョンソンワックス研究所/1949年、F.L.ライト
- ヘルシンキ工科大学（現アールト大学）（1949年 - 1966年、アルヴァ・アールト）
- 自邸・ガラスの家（1949年）フィリップ・ジョンソン
- プレモス住宅 (1949年、前川國男ほか)
- 慶應義塾大学第3校舎（4号館）・大学学生ホール (1949年、谷口吉郎、日本建築学会賞作品賞)
- 高松美術館 (1949年、山口文象）
- 尖石遺跡復元住居 (1949年、堀口捨己)
- 観光ホテル丸栄・丸栄ピカデリー劇場 (1949年、村野藤吾)
- 公楽会館 (1949年、村野藤吾)
- プロモントリィ・アバートメント (1949年, ルートヴィヒ・ミース・ファン・デル・ローエ)
- アメリカ・ラチーナ保険本社（サンパウロ市、東京海上火災の現地子会社の本社で1970年代に取り壊された）オスカー・ニーマイヤー)
- チャーリーエリオン邸本家オランダ館（1949年）

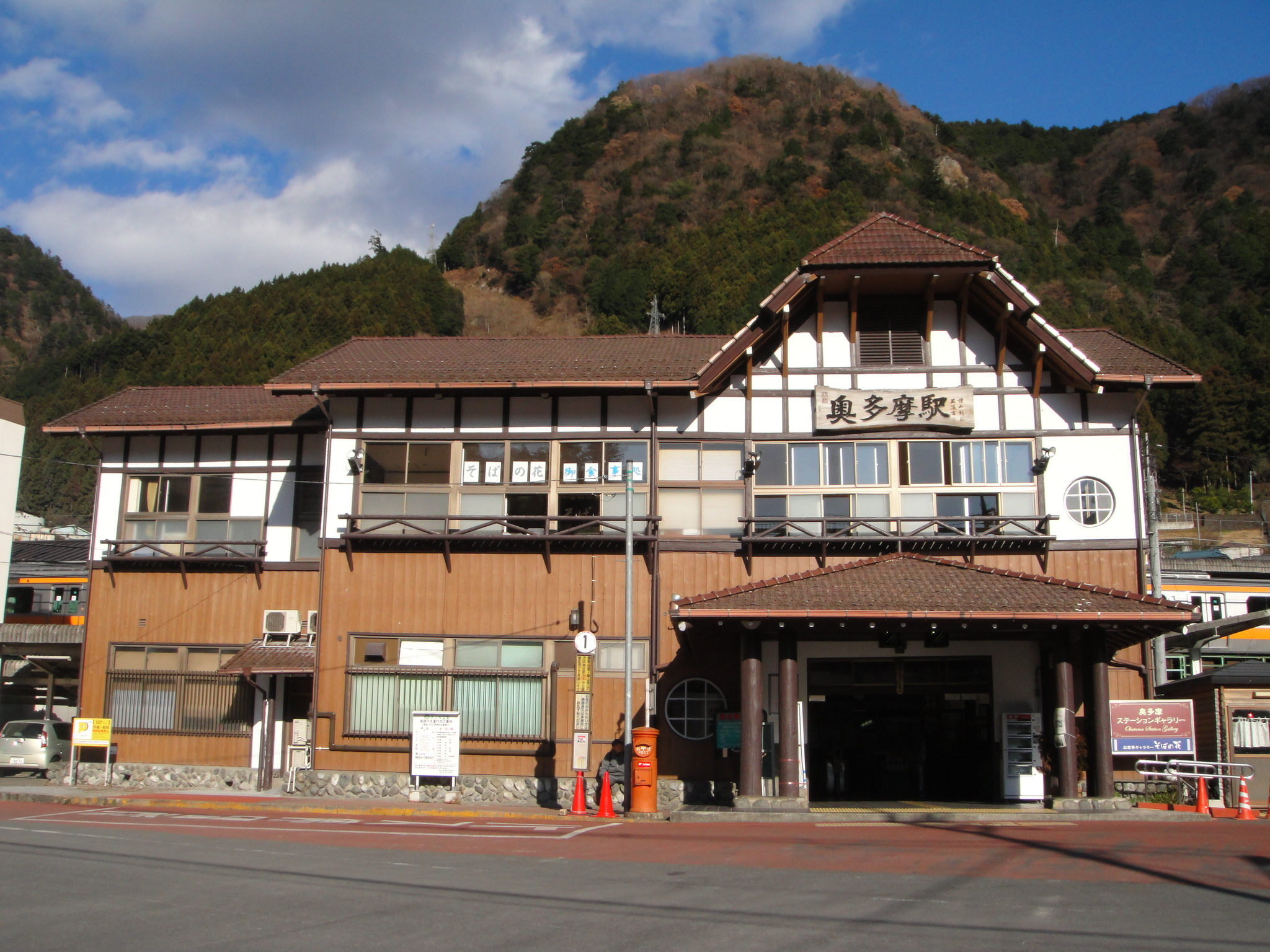
奥多摩駅駅舎
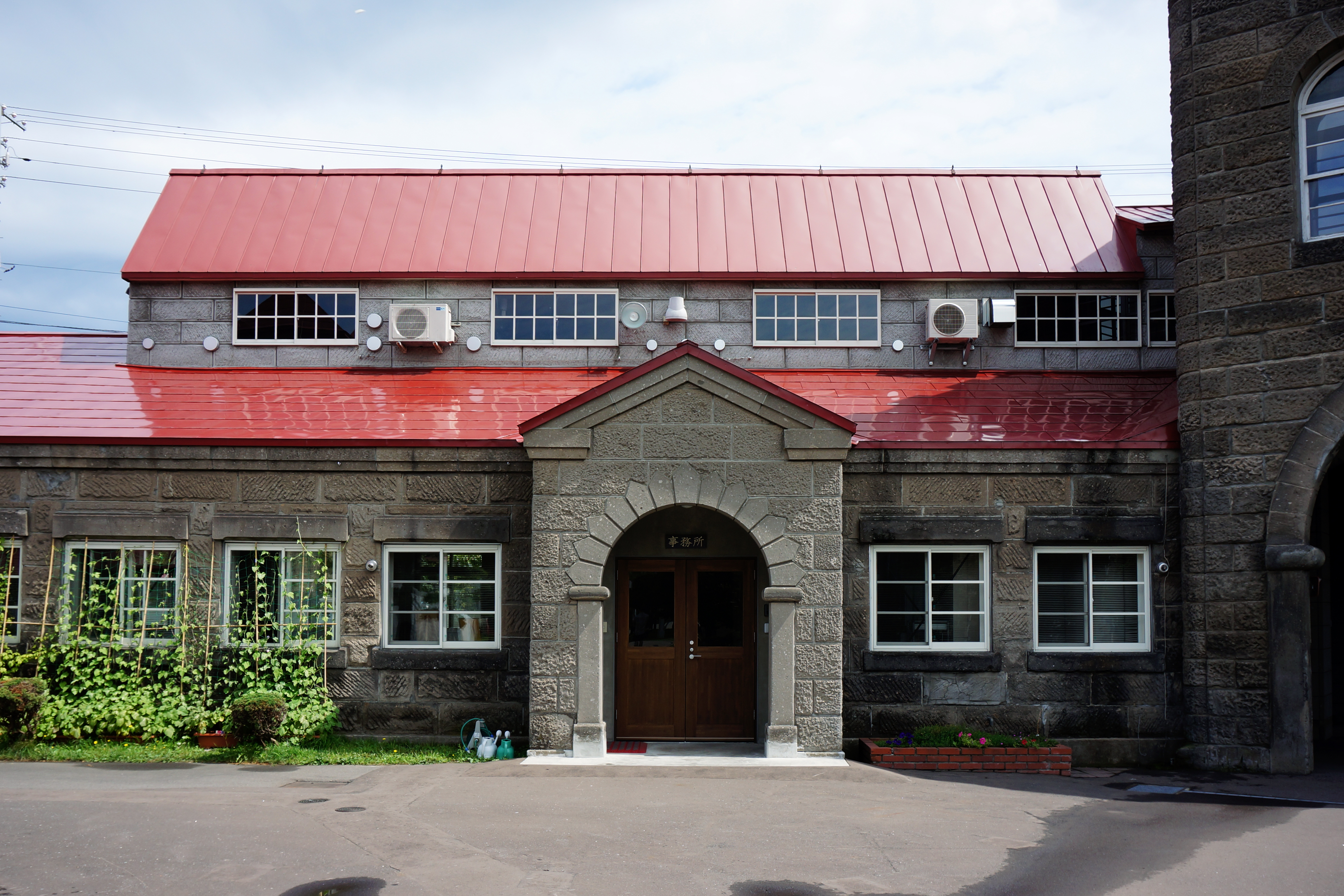
ニッカウヰスキー余市蒸留所事務所棟
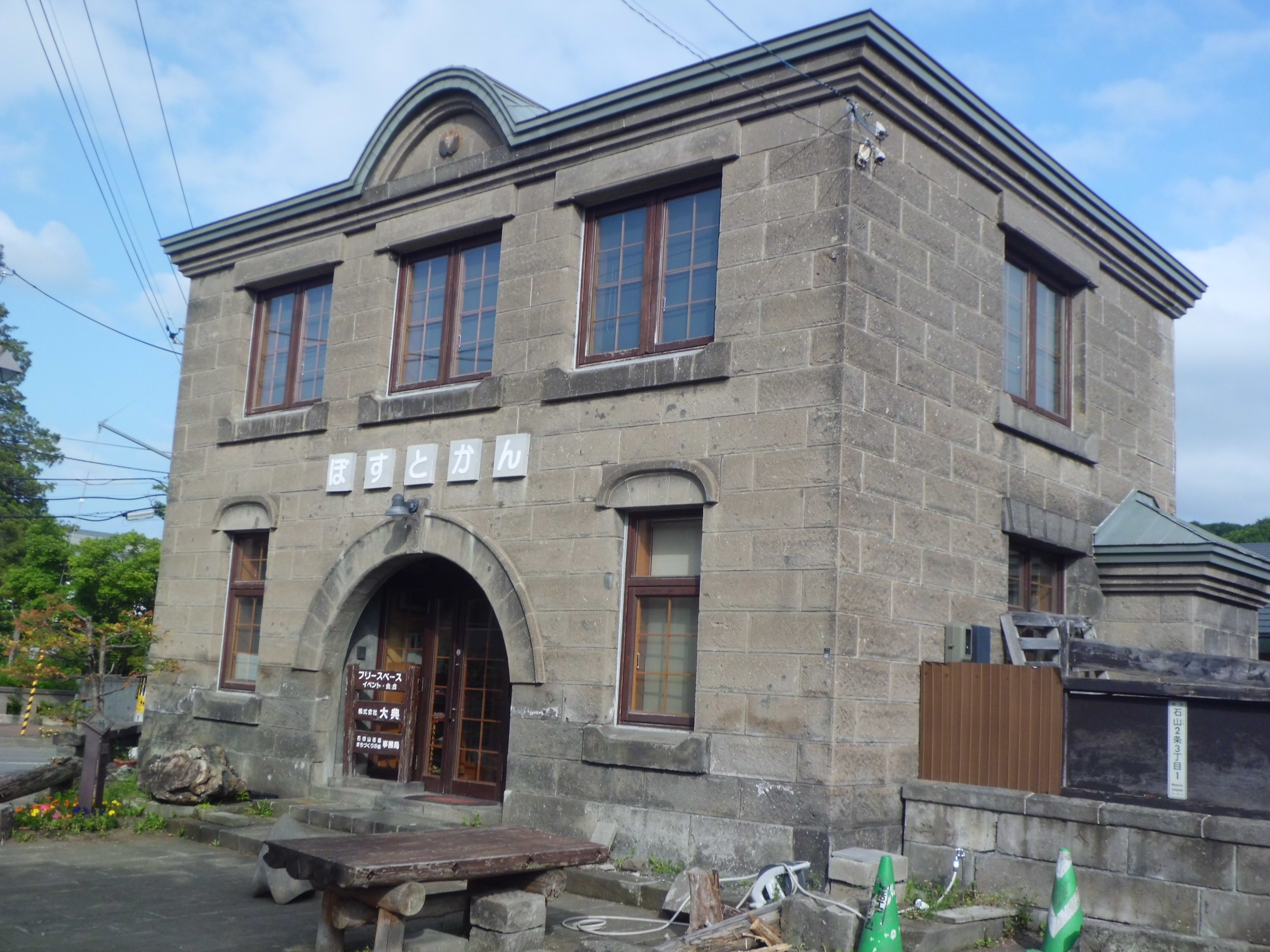
ぽすとかん（旧・石山郵便局）
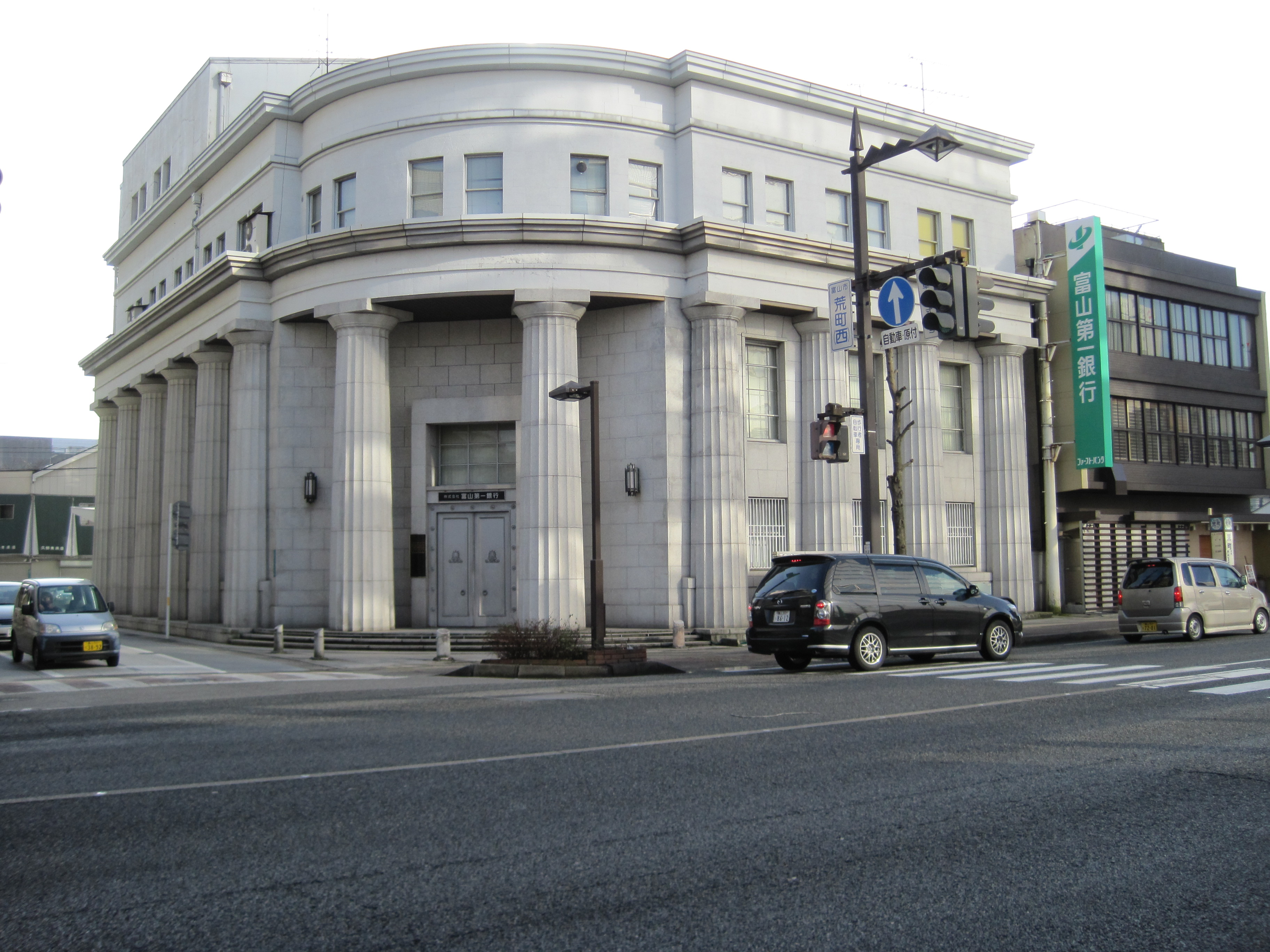
富山第一銀行

## コンペ・受賞
- ローマ・テルミニ駅（1947年）
- 国連本部（ニューヨーク）
- ニューヨーク近代美術館
  - MoMA「住宅家具のオーガニックデザイン」コンペ（1940年）
- ジェファーソン・ナショナル・エクスパンション・メモリアル
- モスクワ大学の設計競技（1947年）　レフ・ルドネフが当選
- サユナツサロ・タウンホール - アルヴァ・アアルトが当選（1949年）
- 大東亜建設記念造営計画（1942年、公開：実施予定なし）丹下健三が1等当選
- 在バンコック日本文化会館（1943年、公開：実施されず）丹下健三が師の前川国男を抑えて1等当選。寝殿造のブロックを模したプランであった。
- 広島カトリック聖堂（世界平和記念聖堂）（1948年、公開) 1等当選作は該当なしとされ、審査員の1人村野藤吾が自ら設計により物議をかもす
- 広島平和記念公園・広島国際会議場 （1949年、公開）丹下健三らが1等当選、実施設計を行った。
- 大阪国際会議場 大阪府庁舎競技設計・周辺整備基本計画指名コンペティション
- 仙台市公会堂懸賞設計圖案	1949年
- 仙台市民会館建築設計競技 1949年（昭和24年）